# Anivsky (huyện)
Huyện Anivsky (tiếng Nga: ? райо́н) là một huyện hành chính tự quản (raion), của Tỉnh Sakhalin, Nga. Huyện có diện tích 3152 km². Trung tâm của huyện đóng ở Aniva.